# Offida
Offida é uma comuna italiana da região das Marcas, província de Ascoli Piceno, com cerca de 5 324 habitantes. Estende-se por uma área de 49 km², tendo uma densidade populacional de 109 hab/km². Faz fronteira com Acquaviva Picena, Appignano del Tronto, Castel di Lama, Castignano, Castorano, Cossignano, Monsampolo del Tronto, Ripatransone, Spinetoli.
Faz parte da rede das Aldeias mais bonitas de Itália.

## Demografia
| Variação demográfica do município entre 1861 e 2011                               |
|                                                                                   |
| Fonte: Istituto Nazionale di Statistica (ISTAT) - Elaboração gráfica da Wikipedia |